# 宗西乡
宗西乡，是中华人民共和国西藏自治区昌都市芒康县下辖的一个乡镇级行政单位。

## 行政区划
宗西乡下辖以下地区：
宗西村、宗荣村、达拉村和通古村。